# 437 г. пр.н.е.
437 пр.н.е. e година през 5 век пр.н.е.
Тогава е започнат строежът на част от Акропола, наречена Пропелия. Заради Пелопонеските войни през 432 пр.н.е. строежът е прекратен и така и не е завършен.